# XS (Jenni Ognats)
 XS  ( Jenni Ognats ) es un personaje de ficción en el futuro del Universo de DC Comics. Miembro de la Legión de Super-Héroes, es nieta materna de Barry Allen (el segundo superhéroe conocido como Flash) y primera prima de Bart Allen (el segundo velocista identificado como Kid Flash). Su primera aparición es en Legionnaires # 0 (octubre de 1994).
Jessica Parker Kennedy interpretó al personaje en la cuarta, quinta temporada, Séptima y octava temporada de la serie de televisión The CW, The Flash. En esta versión XS es Nora West-Allen, y es la hija de Barry.

## Biografía del personaje
A pesar de ser la nieta de Barry Allen (el Flash de la Edad de Plata) y la hija de Dawn Allen (uno de los Gemelos Tornado), Jenni Ognats no mostró ninguna señal de supervelocidad al principio. Sin embargo, los Dominadores, conociendo su herencia familiar, la capturaron. Esto no la mantuvo fuera de peligro, debido a la disputa de larga data entre la línea Allen y la línea Thawne. Cuando era bebé, el presidente Thawne la tomó como rehén, y solo escapó del peligro cuando varios Allen se echaron atrás.
Al ver a su padre Jeven Ognats de Aarok siendo torturado, sus poderes latentes de supervelocidad se activaron. Logró escapar con su padre antes de que el fuego perdido de los Dominadores hiciera explotar su base. Después de esto, se registró en un laboratorio para ayudarla a aprender a coordinarse a gran velocidad. Una vez que aprendió a controlar, fue reclutada en la Legión de Super-Héroes.  Eventualmente aprendió a superar su miedo y nerviosismo iniciales, mientras se enamoraba de Cosmic Boy, después por Mon-El y finalmente comenzó una relación con Dyrk Magz. 
Durante el primer viaje de la Legión al siglo XX, XS fue separada de ellos. Jenni conoció a su primo Bart Allen, (Impulso), convirtiéndose en una buena amiga. Ella reveló cómo participaría en una excavación arqueológica en el futuro. XS luchó codo a codo con Impulse y otros velocistas durante los eventos de Muerte Caliente. Posteriormente, el Flash del siglo 27 arregló la Rueda Cósmica de su abuelo, permitiéndole regresar a casa. Ella se sobrecargó, encontrando dos encarnaciones futuras de la Legión antes de regresar. Impulso le dejó una nota de adiós en el edificio donde estaba participando en la excavación. 
XS fue una de los Legionarios, renunciando después de que muchos de sus compañeros de equipo se perdieron, causando que el equipo se disolviera forzosamente. Ella viajó a Xanthu con su compañero de equipo Star Boy, donde se vio atrapada en una guerra entre Xanthu y Robótica. Mientras que los dos legionarios lograron salvar millones de vidas al distraer a Robótica el tiempo suficiente para que los xantianos sobrevivientes escaparan del planeta, los dos permanecieron atrapados allí durante meses a partir de entonces, hasta que los rescataron sus compañeros de equipo.
XS y su versión de la Legión se eliminaron de la continuidad principal de DC en el especial de Teen Titans / Legion. Se reveló que estaban vivos en el universo paralelo que contiene "Tierra-247".
La miniserie Final Crisis: Legion of 3 Worlds revela que los Gemelos Tornado y sus familiares (incluido XS) se originaron en la misma Tierra que la versión post-Crisis Infinita de la Legión (que se introdujo en "The Lightning Saga"). Por lo tanto, se han realizado revisiones de continuidad: después de la muerte de Barry Allen en Crisis on Infinite Earths, los Gemelos y sus familias se convirtieron en el objetivo del Profesor Zoom, que intentaba sabotear el matrimonio de Don Allen y Meloni Thawne. Ambas familias escaparon a la Tierra-247 y los Gemelos murieron poco después en circunstancias desconocidas. Ambos primos se reunieron con su abuela Iris, y ambos también envejecieron rápidamente hasta convertirse en adolescentes en cuestión de días. Presumiblemente, el rápido envejecimiento de XS se estabilizó por su propia voluntad, ya que nunca mostró signos de ello durante su mandato con la Legión.
XS es utilizada por Brainiac 5 para revivir a su primo, Bart Allen, eliminando su espíritu de Fuerza de la Velocidad. Los dos luego se unen contra Superboy Prime. Después de la batalla con Superboy-Prime y su Legión de Super-Villanos, XS renuncia a la Legión Tierra-247. Bart le pide que se una a él en el siglo XXI, pero ella decide quedarse en el siglo 31 con la Legión post-Crisis Infinita para localizar a cualquiera de sus parientes sobrevivientes. Su amigo y compañero de equipo, Gates, también decide quedarse para acompañarla.

## Poderes y habilidades
XS posee poderes basados en Fuerza de la Velocidad como los otros miembros de su familia (Barry Allen, Bart Allen, Wally West e Iris West II). Puede correr a velocidades cercanas a la de la luz, vibrar a través de materia sólida e incluso viajar en el tiempo y cruzar dimensiones al alterar sus frecuencias vibratorias moleculares.

## Equipo
Como miembro de la Legión de Super-Héroes, se le proporciona un Anillo de Vuelo de la Legión. Le permite volar y la protege del vacío del espacio y otros entornos peligrosos.

## Otras versiones
XS solo ha aparecido en Adventures in the DC Universe # 10, una serie que se publicó antes de que el Universo animado de DC se expandiera con Superman: la serie animada y Liga de la justicia. Como tal, la mayoría de los eventos de la serie se contradicen con la serie de televisión y los cómics posteriores, y este personaje puede considerarse apócrifo.

## En otros medios
- XS hace un cameo en la serie de televisión animada Legion of Super Heroes. Se la ve en el episodio "Dark Victory" [Pt. 1].
- Jessica Parker Kennedy interpreta a XS en la serie de acción real The Flash. Esta versión es Nora West-Allen, la hija de Barry Allen e Iris West del futuro. Su caracterización es una amalgama de XS y Dawn Allen. Apareciendo por primera vez en el crossover "Crisis on Earth-X", se le acredita como una "chica misteriosa" en la cuarta temporada, y usa "Jenni Ognats" como alias en un momento al ser una personaje principal de la quinta temporada y un personaje recurrente en la séptima y octava temporada.
  - Otro personaje, Jenna West, hace apariciones esporádicas. Es hija de Joe West y Cecile Horton.